# Matsue
Matsue (松江市 (Tùng Giang thị) Matsue-shi) là tỉnh lỵ của tỉnh Shimane tọa lạc ở Chūgoku trên đảo lớn Honshu. Tính đến tháng 3 năm 2017, thành phố có dân số 205.402 người, sau khi hợp nhất với Higashiizumo (từ huyện cũ Yatsuka).
Matsue nằm giữa hồ Shinji và Nakaumi, dọc theo bờ sông Ohashi nối hai hồ.

## Thành phố kết nghĩa
- Hàng Châu, Trung Quốc
- New Orleans, Hoa Kỳ
- Dublin, Ireland
- Ngân Xuyên, Ninh Hạ, Trung Quốc
- Jinju, Hàn Quốc
- Cát Lâm, Trung Quốc